# Giuseppe Di Vittorio
Giuseppe Di Vittorio (Cerignola, 11 agosto 1892 – Lecco, 3 novembre 1957) è stato un sindacalista, politico e antifascista italiano.
Fondatore e segretario generale della CGIL fino alla morte, fu uno dei più importanti sindacalisti del secondo dopoguerra italiano. A livello internazionale coprì la carica di presidente della federazione sindacale mondiale.
A differenza di molti altri sindacalisti non aveva origini operaie ma contadine: nacque infatti in una famiglia di braccianti, il gruppo sociale più numeroso nella Puglia di fine Ottocento.

## Biografia

### Gli anni giovanili
Figlio di braccianti agricoli che lavoravano la terra dei marchesi Rubino-Rossi di Cerignola, Di Vittorio crebbe praticamente autodidatta: costretto infatti a dieci anni a intraprendere il mestiere di suo padre, morto nel 1902 per un incidente sul lavoro, nonostante una scolarizzazione sommaria aveva l'abitudine di annotare su un quaderno i termini che non comprendeva per poi andarne a leggere il significato una volta che riuscì ad acquistare un vocabolario con la paga da lavoratore nei campi.
Già a 12 anni si avvicinò alle idee anarchiche e iniziò l'attività politica e sindacale con Aurora Tasciotti; successivamente si spostò al socialismo e a 15 anni fu tra i promotori del circolo giovanile socialista cittadino, mentre nel 1911 passò a dirigere la Camera del Lavoro di Minervino Murge.

### Famiglia
Di Vittorio si sposò due volte: la prima, il 31 dicembre 1919, con Carolina Morra, sindacalista e bracciante di Cerignola, dalla quale ebbe i figli Baldina (1920-2015) poi fondatrice dell'Associazione Casa Di Vittorio con sede a Cerignola, e Vindice (1922-1974) nato mentre i fascisti assaltavano la Camera del Lavoro di Bari, poi partigiano nella Resistenza Francese-Maquis. I particolari nomi dei figli esprimono le convinzioni di Di Vittorio: Baldina deriva da Balda, cioè "coraggiosa", mentre Vindice significa "vendicatore" o "colui che vendica i torti subiti", in riferimento allo sfruttamento e al fascismo; dopo essere rimasto vedovo, a Parigi nel 1935, si risposò nel 1953 con la giovane giornalista Anita Contini, conosciuta negli anni '40, a sua volta vedova.

### Di Vittorio sindacalista
Al centro dei problemi del lavoro c'era allora in Italia, come oggi, la questione meridionale. Membro della camera del lavoro di Cerignola, nel 1911 aderì al sindacalismo rivoluzionario e nel 1912 Di Vittorio, pur in carcere da alcuni mesi, fu eletto nel comitato centrale dell'Unione Sindacale Italiana nel corso del congresso fondativo di novembre.
Così come alcuni membri del sindacalismo rivoluzionario, tra cui l'amico Filippo Corridoni, egli fu "interventista" riguardo alla prima guerra mondiale, a detta di Randolfo Pacciardi, smentito da Di Vittorio stesso in un'intervista a Felice Chilanti: in verità inizialmente pacifista, sposò ardentemente la tesi interventista in un articolo su Il Popolo d'Italia del 18 giugno 1915. Assegnato al 1º reggimento bersaglieri, fu ferito seriamente nel 1916. Finita la guerra tornò segretario della Camera del lavoro di Cerignola e membro fino al 1921 del comitato centrale dell'USI.
Di Vittorio, a cui amici ed avversari riconobbero unanimi un grande buonsenso ed una ricca umanità, seppe farsi capire, grazie al suo linguaggio semplice ed efficace, sia dalla classe operaia, in rapido sviluppo nelle città, sia dai contadini ancora fermi ai margini della vita economica, sociale e culturale del Paese.

### L'entrata in politica con il Partito Socialista, il fascismo e la clandestinità comunista
La elezione a deputato nel 1921 avviene in circostanze del tutto eccezionali. Esse ci offrono un quadro della situazione non solo personale, ma ci indicano lo scontro sociale in atto tra la fine del 1920 e la metà del 1921. Grazie alla conoscenza di Giuseppe Di Vagno in Puglia, che lo presenta poi a Bruno Buozzi, allora entrambi membri del Partito Socialista Italiano al Parlamento, diventa anche lui membro del PSI. Con lo stesso gruppo nel 1921 viene eletto deputato alla Camera, mentre è detenuto nelle carceri di Lucera. 
In seguito avrebbe diretto anche la Camera del Lavoro di Bari, dove organizzò la difesa della sede dell'associazione, sconfiggendo gli squadristi fascisti di Caradonna insieme ad ex ufficiali legionari di Fiume, socialisti, comunisti, anarchici e Arditi del Popolo. Tre anni dopo la scissione di Livorno, nel 1924 aderisce al Partito Comunista d'Italia, dove rimarrà tutta la vita. Fu candidato nel 1924 in Puglia alla Camera con il PCdI, ma non fu rieletto.
Con l'avvento del Fascismo in Italia e disciolti tutti i partiti e i sindacati, viene condannato dal tribunale speciale fascista a 12 anni di carcere, nel 1925 riuscì a fuggire in Francia dove aveva rappresentato la disciolta Confederazione Generale del Lavoro nell'Internazionale dei sindacati rossi. Dal 1928 al 1930 soggiornò in Unione Sovietica e rappresentò l'Italia nella neonata Internazionale Contadina per poi tornare a Parigi ed entrare nel gruppo dirigente del PCI clandestino. In questo periodo iniziarono i primi dissapori con il segretario del PCI sulla figura guida di Stalin del Movimento operaio internazionale e sul suo diktat, accettato da Togliatti, contro i "socialfascisti".
Di Vittorio quindi si pose contro la similitudine voluta da Stalin nell'equiparare il Nazifascismo alla Socialdemocrazia, anche perché considerava l'unità politica della sinistra (socialisti e comunisti) ancora attuale, in nome di un socialismo democratico, marxista ma rispettoso della libertà. Durante la guerra d'Etiopia, su indicazione del Comintern, inviò una squadra di tre persone - tre comunisti - chiamati "i tre apostoli", fra cui Ilio Barontini, esperto in questo genere di missioni - con l'incarico di organizzare la guerriglia locale contro l'invasione fascista.
Insieme ad altri antifascisti partecipò alla guerra civile spagnola, iniziata con l'insurrezione dei militari comandati dal generale Francisco Franco. Con il nome di Mario Nicoletti fu inquadrato come commissario politico nella XI e poi nella XII Brigata Internazionale e venne ferito a Guadalajara. Nel 1937, diresse a Parigi un giornale antifascista la Voce degli Italiani a cui collaborano personaggi come Maurizio Valenzi. Fu una delle poche voci autorevoli che si espresse contro le leggi razziali fasciste antisemite, avendo capito che, anche se in apparenza si trattava di leggi "blande" (rispetto a quelle tedesche), queste avrebbero in realtà portato col tempo allo sterminio..
Nel 1941 fu arrestato a Parigi dai tedeschi, su richiesta delle autorità italiane, e rinchiuso nel carcere de La Santé, dove ebbe modo di ritrovare il collega e amico della CGdL Bruno Buozzi, assieme al quale fu poi trasferito in Germania e, di qui, in Italia. Il regime fascista lo assegnò quindi al confino nell'isola di Ventotene.
Nel 1943 fu liberato dal governo Badoglio. Entrato in clandestinità dopo l'occupazione tedesca di Roma, Di Vittorio fu tra i protagonisti, con Bruno Buozzi e Achille Grandi, del dialogo per la rinascita del sindacato unitario italiano. Buozzi fu ucciso dai nazisti in fuga da Roma il 4 giugno 1944 a La Storta, cinque giorni prima della firma del Patto di Roma, con il quale venne ricostituita la CGIL. Il Patto fu sottoscritto infatti il 9 giugno 1944, ma, per onorare la memoria di Buozzi e ricordare il suo impegno nelle trattative che resero possibile l'accordo, nel testo venne apposta la data di quello che si riteneva fosse il suo ultimo giorno di vita: 3 giugno 1944

### I vertici della CGIL unitaria Oreste Lizzadri (PSI), Achille Grandi (DC) e Giuseppe Di Vittorio (PCI) nel 1945.
Buozzi fu sostituito nel ruolo di co-Segretario generale della CGIL e di firmatario del Patto di Roma dal sindacalista socialista Emilio Canevari e, poi, da Oreste Lizzadri. Di Vittorio, Grandi e Lizzadri erano i rappresentanti delle principali correnti del sindacalismo italiano: comunista, cattolica e socialista.
Negli ultimi due anni della seconda guerra mondiale, prese parte alla Resistenza tra le file delle Brigate Garibaldi. Nel 1945 fu eletto segretario della CGIL.
L'anno seguente, nel 1946, fu eletto deputato all'Assemblea Costituente con il PCI.

### Il Dopoguerra e il dissenso da Togliatti per i 'fatti d'Ungheria del 1956'

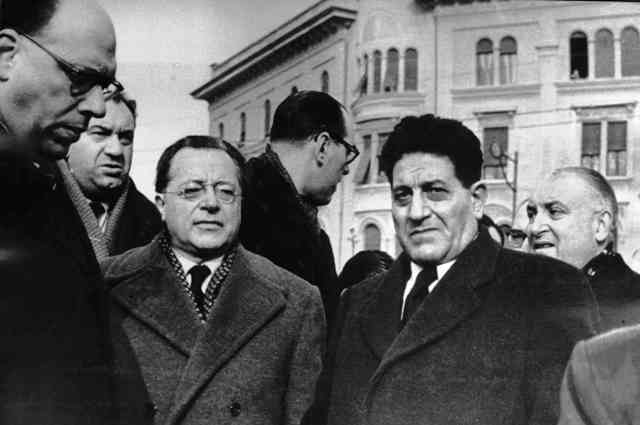
Palmiro Togliatti e Di Vittorio ai funerali delle vittime dell'eccidio delle Fonderie Riunite di Modena

L'unità sindacale così raggiunta durò fino al 1948, quando, in occasione dello sciopero generale politico proclamato in seguito all'attentato a Palmiro Togliatti, la componente cattolica si separò e fondò un proprio sindacato, la CISL, presto imitata dai socialdemocratici che si raggrupparono nella UIL.
La fama ed il prestigio di Di Vittorio ebbero largo seguito tra la classe operaia ed il movimento sindacale di tutto il mondo tanto che, nel 1953, fu eletto presidente della Federazione Sindacale Mondiale. Fu uno dei primi marxisti a intuire la pericolosità del regime stalinista sovietico.
Nel 1956 si riacutizzò il confronto con Togliatti sul ruolo dell'URSS; suscitò scalpore la sua presa di posizione, difforme da quella ufficiale del PCI, contro l'intervento dell'esercito sovietico per reprimere la rivolta ungherese, tanto che lo stesso Di Vittorio in una confidenza (come riferì anni dopo Antonio Giolitti) esclamò: «L'Armata rossa che spara contro i lavoratori di un paese socialista! Questo è inaccettabile! Quelli sono regimi sanguinari! Una banda di assassini!».
La pietra dello scandalo fu che Di Vittorio, allora segretario generale della CGIL, approvò il testo di un comunicato, redatto dal vice-Segretario socialista della CGIL Giacomo Brodolini, poi votato all'unanimità dalla Segreteria della Confederazione il 27 ottobre 1956, nel quale si esprimeva la solidarietà del sindacato ai lavoratori ungheresi e il dissenso nei confronti dell'intervento repressivo delle truppe sovietiche: «La Segreteria della CGIL esprime il suo profondo cordoglio per i caduti nei conflitti che hanno insanguinato l'Ungheria [...], ravvisa in questi luttuosi avvenimenti la condanna storica e definitiva dei metodi antidemocratici e di governo e di direzione politica ed economica che determinano il distacco fra dirigenti e masse popolari... deplora che sia stato richiesto e si sia verificato in Ungheria l'intervento di truppe straniere...» (Avanti! e L'Unità del 28 ottobre 1956). Inoltre, poiché si era diffusa la voce che l'atteggiamento assunto dalla C.G.I.L. riguardo agli avvenimenti ungheresi fosse dovuto principalmente alle pressioni dei sindacalisti socialisti, Di Vittorio si sentì di dover dimostrare che tale posizione rifletteva effettivamente le convinzioni di tutti i membri della segreteria confederale (del resto il documento era stato votato all'unanimità), rilasciando a sua volta una dichiarazione all'agenzia di stampa S.P.E., affermando che «gli avvenimenti hanno assunto un carattere di così tragica gravità che essi segnano una svolta di portata storica» e che «è un fatto che tutti proclami e le rivendicazioni dei ribelli, conosciuti attraverso le comunicazioni ufficiali di radio Budapest, sono di carattere sociale e rivendicano libertà e indipendenza. Da ciò si può desumere chiaramente che — ad eccezione di elementi provocatori e reazionari legati all'antico regime - non vi sono forze di popolo che richiedano il ritorno del capitalismo o del regime di terrore fascista di Horty». La valutazione della natura popolare e democratica della rivolta ungherese contenuta in detta dichiarazione contrastava nettamente con la ricostruzione dei fatti operata dal corrispondente de L'Unità Orfeo Vangelisti, secondo cui "gruppi di facinorosi, seguendo evidentemente un piano accuratamente studiato, hanno attaccato la sede della radio e del Parlamento. Gruppi di provocatori in camion hanno lanciato slogan antisovietici apertamente incitando a un'azione controrivoluzionaria. In piazza Stalin, i manifestanti hanno tentato di abbattere la statua di Stalin. L'intervento sovietico è un dovere sacrosanto senza il quale si ritornerebbe al terrore fascista tipo Horty. Le squadre dei rivoltosi sono composte prevalentemente da giovani rampolli della aristocrazia e della grossa borghesia"..
Togliatti, segretario del PCI, in una lettera riservata inviata alla segreteria del Comitato Centrale del PCUS il 30 ottobre 1956, nella quale relazionava ai sovietici sulle ripercussioni delle vicende ungheresi in Italia, affermava che «... vi sono coloro che accusano la direzione del nostro partito di non aver preso posizione in difesa dell'insurrezione di Budapest e che affermano che l'insurrezione era pienamente da appoggiare e che era giustamente motivata. Questi gruppi esigono che l'intera direzione del nostro partito sia sostituita e ritengono che Di Vittorio dovrebbe diventare il nuovo leader del partito. Essi si basano su una dichiarazione di Di Vittorio che non corrispondeva alla linea del partito e che non era stata da noi approvata. Noi conduciamo la lotta contro queste due posizioni opposte ed il partito non rinuncerà a combatterla...»
E infatti, il leader comunista italiano costrinse Di Vittorio, accusato di essere contro il Partito e di renderlo debole agli occhi dell'Italia e del mondo, in una sorta di "processo interno", ad aderire alla posizione ufficiale del PCI, "sconfessando" quanto in precedenza da lui affermato, giustificando pubblicamente la sua condotta di sindacalista con l'esigenza di unità della confederazione.
Di Vittorio continuò a guidare la CGIL fino alla sua morte, avvenuta nel 1957 a Lecco, poco dopo un incontro con alcuni delegati sindacali. Colpito da un primo infarto nel 1948 e da un secondo nel 1956, il terzo lo stroncò all'età di 65 anni. Deputato in carica nella II legislatura, venne sostituito da Gino Picciotto.
È sepolto nel cimitero del Verano in Roma.

## Filmografia
Nel 2009 Raiuno ha trasmesso la fiction Pane e libertà, che racconta la vita di Giuseppe Di Vittorio in due puntate, andate in onda domenica 15 e lunedì 16 marzo. La regia è stata curata da Alberto Negrin, mentre la figura del sindacalista è stata interpretata da Pierfrancesco Favino. Per esigenze sceniche la miniserie è stata girata, invece che a Cerignola, nella vicina provincia di Bari, a Gravina in Puglia (la piazza delle Quattro Fontane) e ad Altamura (la Curia, il Corso Federico II ed il Museo Contadino).